# Gérard Lebovici
Gérard Lebovici fue un editor, representante y productor de cine francés nacido el 25 de agosto de 1932 en París y fallecido el 5 de marzo de 1984 en París. Su asesinato sigue siendo un enigma sin resolver.

## Primeros pasos en el cine
Descendiente de una familia de judíos rumanos (su padre es corredor de materias primas), Gérard Lebovici a los veinte años se encamina hacia una carrera de actor teatral cuando fallece su padre pocos años después de su madre que había sido deportada en un campo de concentración. Obligado a asegurar su subsistencia, continua el pequeño negocio de su padre. Pero su pasión por el mundo del espectáculo le hace abrir su primera agencia de representante de actores guiado por los consejos de sus amigos Serge Rousseau y Claude Berri. Empieza defendiendo los intereses de Jean-Pierre Cassel. Al poco tiempo, Gérard Lebovici consigue ascender de forma fulgurante en el mundo del cine gracias a su sentido de los negocios y su capacidad para anticipar e innovar. Produce las películas de directores como Alain Resnais, François Truffaut, Éric Rohmer y también películas más comerciales.
En 1965, adquiere la agencia de André Bernheim y absorbe la agencia Cimura que tiene bajo contrato a Jean-Paul Belmondo. «Lebo», como se le apoda entonces, crea un imperio cinematográfico que conduce en 1970 a la creación de Artmedia, primera agencia europea con una multitud de guionistas, realizadores y actores prestigiosos bajo contrato. En 1980, Lebovici crea la productora A.A.A. (Acteurs Auteurs Associés).
Para hacer perdurar y aumentar sus actividades, se rodea de colaboradores como Bertrand de Labbey, Jean-Louis Livi y Serge Rousseau que descubren una nueva generación de actores al principio de los años 1970 (Patrick Dewaere, Coluche, Miou-Miou, Jacques Villeret, etc.).

## La editorialChamp Libre
En paralelo a su actividad de productor cinematográfico, Gérard Lebovici adquiere una reputación polémica con su actividad de editor literario. Poco politizado durante su juventud, su encuentro con la izquierdista Floriana Valentin y los acontecimientos de Mayo 1968 contribuyen a su toma de consciencia política. Mientras sus amigos de izquierda son hostiles al movimiento de 1968, Lebovici queda fascinado por lo que él considera el nacimiento de una verdadera revolución. Durante la noche de disturbios del 24 de mayo de 1968, Lebovici invita a Gérard Guégan y su grupo de insurrectos a su casa para retomar fuerzas. Ahí es cuando surge por primera vez la idea de lanzar una editorial atípica que sería el «Gallimard de la revolución». Champ Libre nace un año después, el 10 de octubre de 1969.
En 1971, Gérard Lebovici cruza el camino de Guy Debord, fundador de la Internacional situacionista. Este encuentro será determinante. Lebovici propone a Debord de reeditar su libro, La Sociedad del espectáculo. Entre los dos hombres, hay buena sintonía desde el principio. Lebovici ve en Debord un pensador original, diferente de la vulgata izquierdista en vigor. Debord contribuirá a radicalizar todavía más a Lebovici.
En 1974, Lebovici se separa de los primeros colaboradores de Champ Libre (entre ellos Gérard Guégan) y le da mayor peso a Guy Debord en la selección de los libros que se publican, sin que esto signifique la implicación de Debord en la actividad cotidiana de la editorial.
Guy Debord adquiere en los años 1970 una reputación terrible en el pequeño mundo intelectual y algunos ven en Champ Libre el lugar escogido por Debord para continuar la actividad de la Internacional situacionista, desaparecida en 1972. Paralelamente a la editorial, Lebovici produce tres películas de Debord, una de ellas es la adaptación al cine de La Sociedad del espectáculo en 1973.
El objetivo estratégico de Gérard Lebovici y Guy Debord a través de Champ Libre es de poner en plena luz la apariencia de las cosas para desvelar su verdadera realidad. Se trata de un trabajo de desprogramación, contrainformación y desmitificación cuyo vector esencial es Champ Libre. El objetivo es reaccionar contra la alienación mortífera general, el condicionamiento mediático del individuo, la incultura general obligatoria, la tentación de apartar de la historia momentos apasionantes del arte y de la vida, y de forma más general, a la degradación de la calidad de la existencia. El catálogo de Champ Libre inaugura un concepto nuevo y crucial, noble contrapunto a la industrialización del mundo editorial.
Gracias a la fortuna de Gérard Lebovici obtenida como productor de cine, Champ Libre no tiene problemas de dinero. La editorial está voluntariamente desconectada del mercado y no cede a ningún compromiso comercial.

## Los años 1980
En octubre de 1983, Gérard Lebovici compra el Studio Cujas, una sala de cine situada en la calle Cujas dentro del Barrio Latino de París en la que únicamente se proyectan las películas de Guy Debord en un programa continuo. Para Lebovici, el Studio Cujas es como un museo que solo expone una obra única, o como una biblioteca con un solo libro. 
La publicación en 1978 y 1981 de dos volúmenes de cartas en las que Gérard Lebovici insulta sus interlocutores, a la manera de los surrealistas, provoca un escándalo.
El editor Bernard Wallet que frecuentó Gérard Lebovici en aquella época admira su arte de desintegrar el sistema desde dentro. Bernard Wallet describe a Lebovici como un hombre muy atento a los demás, sin noción de barreras sociales, y aunque venía de la burguesía, era muy anticonvencional, e incluso aristócrata en el buen sentido de la palabra : sin piedad con los burgueses pero muy atento a los proletarios.
Fino conocedor de la música clásica, Gérard Lebovici publica En Évoquant Wagner de Francis Pagnon en 1981.
En 1984, Gérard Lebovici, fascinado por el carácter libertario de Jacques Mesrine, decide reeditar L'Instinct de mort (Instinto de muerte), la autobiografía del conocido como «enemigo público número uno», asesinado por la policía en 1979. Lebovici pone a la hija de Mesrine, Sabrina, bajo su protección. El libro de Mesrine es reeditado con un prefacio de Lebovici en el cual ataca duramente la nueva ley que confisca para siempre los derechos de autor de las personas que han publicado el relato de los crímenes por el cual han sido condenadas. Lebovici también critica la actitud del anterior editor de Mesrine, Jean-Claude Lattès. Gérard Lebovici recuerda que Mesrine se había convertido para los franceses en el símbolo perfecto de la libertad, y afirma el «temible honor» que representa para Champ Libre el hecho de convertirse en su editor.
Al principio de los años 80, Gérard Lebovici medita retirarse del negocio del cine del que está aburrido para dedicarle más tiempo al mundo de la edición de libros. Las circunstancias se lo impiden : el 5 de marzo de 1984, es asesinado de cuatro balas de calibre 22 en la nuca en un aparcamiento de la Avenida Foch. Los asesinos nunca fueron identificados. Gérard Lebovici está enterrado en el cementerio de Montparnasse (25e division).
Después de este drama, la prensa de todas las tendencias se revuelca durante varias semanas en conjeturas y suposiciones sin fundamento acerca de la supuesta « vida misteriosa » de Gérard Lebovici. Algunos diarios señalaron incluso al propio Debord, de instigador del crimen. El círculo próximo a Lebovici responde a esos ataques difamatorios publicando Tout sur le personnage (Todo sobre el personaje), libro que Lebovici estaba escribiendo. Guy Debord publica en febrero de 1985 sus Consideraciones sobre el asesinato de Gérard Lebovici, libro en el cual ajusta sus cuentas con los calumniadores y en el que brilla su talento de polemista dando una lección magistral sobre los procedimientos de la mentira periodística. En sus Consideraciones, Debord afirma que « Gérard Lebovici había publicado muchos más clásicos que subversivos contemporáneos, pero en un momento de decadencia y de ignorancia programadas, donde se discierne menos la revolución que sube que la sociedad que baja, la publicación de los clásicos pasó a ser un acto subversivo. »
Floriana Lebovici continua las actividades editoriales de su difunto marido y aconsejada por Debord, cambia el nombre de Champ Libre en Éditions Gérard Lebovici. Floriana Lebovici fallece de un cáncer el 19 de febrero de 1990. Dos años después, Éditions Gérard Lebovici se transforma en Éditions Ivrea.

### En español
- Guy Debord, Consideraciones sobre el asesinato de Gérard Lebovici, editorial Anagrama.

### En francés
- Gérard Lebovici, Tout sur le personnage, éditions Gérard Lebovici, 1984 ; Ivrea.
- Éditions Champ libre, Correspondance Vol. 1, Champ libre, 1978 ; rééd. éditions Ivrea, 1996.
- Éditions Champ libre, Correspondance Vol. 2, Champ libre, 1981 ; rééd. éditions Ivrea, 1996.
- Éditions Champ libre, Correspondance Vol. 3, Le fin mot de l'histoire, 1995.ISBN 2-903557-02-0
- Guy Debord, Considérations sur l'assassinat de Gérard Lebovici, éditions Gérard Lebovici, 1985 ; Gallimard, 1993.
- Guy Debord, Des Contrats, éditions Le Temps qu'il fait, 1995.
- Guy Debord, Correspondance, volúmenes "0", 4, 5, 6 et 7, Fayard, 2004, 2005, 2007, 2008 y 2010.
- Les Mots et les balles : les condamnés de l'affaire Lebovici, 1984.
- Gérard Guégan, Cité champagne, esc I, Appt 289, 95- Argenteuil (Champ libre 1 : 1968-1971), Grasset, 2006.
- Gérard Guégan, Montagne Sainte-Geneviève, côté cour (Champ libre 2 : 1972-1974), Grasset, 2008.
- Jean-Luc Douin, Les jours obscurs de Gérard Lebovici, Stock, 2004.
- Christophe Bourseiller, Vie et mort de Guy Debord, Plon, 1999.
- Pascal Fouché (dir.), L'Édition française depuis 1945, Éditions du Cercle de la Librairie, Paris, 1998.
- Le Cahier du Refuge, numéro 94, Centre international de poésie, Marseille, marzo de 2001.
- Philippe Noiret, Mémoire cavalière, Robert Laffont, 2007.
- Marie-Christine de Montbrial, Cadavres exquis dans le 7e art - Selznick, Wasserman, Lebovici, Toscan du Plantier, Jacques-Marie Laffont Editeur, 2015.